# Storie di cani per una bambina
Storie di cani per una bambina è una raccolta di racconti di Dacia Maraini del 1996.

## Racconti contenuti
Nella finzione letteraria, l'autrice dichiara di scrivere le storie di cani, con cui in qualche modo ha avuto a che fare, per Flavia, una bambina trasferitasi in America con suo padre, che le aveva chiesto racconti di questo genere.

### Ginni
Ginni è una cagnolina setter bianca e nera, adottata dalla narratrice, che ha sviluppato un tumore alla mammella a causa di una sterilizzazione mal fatta. Per rispetto ai tempi della vita e della morte, la sua padrona si rifiuta di ricorrere all'eutanasia; comunque, un veterinario le garantisce che le resterà un certo numero di giorni da vivere. Ella perciò parte per un breve viaggio lasciandola alla sua assistente, ma muore mentre è assente.

### Da dove vengono i cani?
Aurelia, zia della narratrice, alla domanda del titolo risponde che i cani vengono dalla luna e che hanno funzione di psicopompi, come ben sapevano gli Egizi, che attribuirono la testa di un canide al dio dei morti Anubi. Vicino a casa sua la narratrice trova un cane senza padrone, a cui dà il nome "Mulino", e che con qualche titubanza porta con sé a Roma, dove con suo stupore si adegua perfettamente anche ai suoi impegni teatrali.

### Storia di un cane giallo che amava il gelato
A Spoleto per la prima di una sua commedia, la narratrice fa la conoscenza di un cagnolino giallo con il quale condivide del gelato.

### Il cane brontolone
Dina, pittrice amica di gioventù della narratrice, aveva un bassotto di nome Galeone che spesso dava dimostrazione d'insofferenza: nello studio della sua padrona perché si sporcava facilmente, all'aria aperta perché si rifiutava di fare delle sgambate preferendo restare accucciato come in casa.

### Una cagnolina molto elegante
Un anziano notaio che vive sotto la narratrice ha una cagnolina di nome Bigiù. Un giorno il padrone, rientrando in casa, ha un malore che gli è fatale e la cagnolina se la prende coi soccorritori, credendo che vogliano fargli del male.

### Uno spinone sale e pepe
Uno spinone senza più padrone si mette a seguire la narratrice, che lo chiama Pinolo perché sulla sua medaglietta è incisa una P. Il suo gioco preferito è riportare le pietre che vengono lanciate lontano. Quando inizia a soffrire di una gangrena, la narratrice cede al consiglio del veterinario di effettuare l'eutanasia "per non farlo soffrire", ma poi si ripromette di non farlo mai più.

### L'irlandese che amava la libertà più del cibo
Mentre la narratrice si reca a piedi a sottoporsi a terapie mediche, incontra un cane rosso di nome Pop, che aveva già conosciuto assieme al suo padrone. lo rivede più volte, sempre da solo perché il padrone, conoscendo la sua indole indipendente, lo lascia uscire con piena fiducia.

### Il cucciolo nel cassonetto
Mentre va a buttare la spazzatura, la narratrice trova nel cassonetto un cucciolo bastardo, che prende con sé chiamandolo Perduto. Il cane sembra incantato dal suono della voce umana, ma sottovaluta il pericolo rappresentato dalle automobili, tanto che ne viene investito due volte, la seconda delle quali con esito mortale.

### Un cane che vola
Secondo la narratrice Nebbia, il cane di un suo amico, somiglia al fortuna-drago del film La storia infinita e ha l'aspirazione a volare per i grandi balzi che è solito fare incurante delle conseguenze. Dopo essersi azzuffato oltremodo coi cani dei vicini e aver danneggiato alcune loro proprietà, viene da questi avvelenato con una polpetta.

### Orlov
Orlov è un vecchio cavallo che si è esibito per molti anni nel Circo Orfei ed è ancora accudito dalla sua domatrice Kriss, che per salvarlo da un probabile abbattimento suggerisce alla narratrice di prenderselo gratis per tenerlo presso la sua casa di campagna. Lì la sua salute rifiorisce e fa amicizia con la sua nuova padrona

### L'uomo e la lontra
Sulle rive di un fiume, una coppia di lontre cade vittima delle pallottole di un cacciatore umano. Dopo è la volta dei loro piccoli.

### Il visitatore notturno
La narratrice racconta al telefono a sua nipote Sabina, di sette anni, uno strano caso capitatole una notte mentre era in albergo a Sydney, in Australia: mentre era a letto, sentì un picchiettio alla finestra e scoprì che era opera di un uccello, che la guardava fissamente e che ogni volta che ella abbassava le palpebre per il gran sonno riprendeva a picchiare sul vetro col becco, impedendole di dormire e smettendo solamente all'alba.

## Edizioni
- Dacia Maraini, Storie di cani per una bambina, collana I delfini, illustrazioni di AntonGionata Ferrari, n. 37, Milano, Bompiani, 1996, ISBN 88-452-2804-5.
- Dacia Maraini, Storie di cani per una bambina, collana Superdelfini del mese, illustrazioni di AntonGionata Ferrari, Milano, Bompiani, 1998, ISBN 88-452-3641-2.
- Dacia Maraini, Storie di cani per una bambina, collana i delfini rilegati, illustrazioni di AntonGionata Ferrari, Milano, Bompiani, 1999, ISBN 88-452-4290-0.
- Dacia Maraini, Storie di cani per una bambina, collana I libri da ascoltare. I delfini, illustrazioni di AntonGionata Ferrari, postfazione di Antonio Faeti, con audiocassetta, Milano, Fabbri, 2000, ISBN 88-451-2276-X.
- Dacia Maraini, Storie di cani per una bambina, collana I delfini, illustrazioni di AntonGionata Ferrari, postfazione di Antonio Faeti, n. 37, Milano, Fabbri, 2001, ISBN 88-451-2761-3.
- Dacia Maraini, Storie di cani per una bambina, collana BUR Ragazzi, illustrazioni di AntonGionata Ferrari, postfazione di Antonio Faeti, n. 3, Milano, Rizzoli, 2009, ISBN 978-88-17-02949-0.
- Dacia Maraini, Storie di cani per una bambina, collana Grandi autori per giovani lettori, illustrazioni di AntonGionata Ferrari, postfazione di Antonio Faeti, Milano, Centauria, 2016.
- Dacia Maraini, Storie di cani per una bambina, collana BUR Ragazzi. Verdi, illustrazioni di AntonGionata Ferrari, Milano, Rizzoli, 2019, ISBN 978-88-17-11946-7.